# Ataman А092
Ataman А092 — украинский высокопольный автобус среднего класса, выпускаемый на предприятии «Черкасский автобус» с 2011 года. Представляет собой рестайлинг автобуса Богдан А092.

## Отличия отБогдан А092
От предшественника автобус Ataman A092 отличается техническими характеристиками, интерьером и экстерьером:
- обшивка боковин выполняется из оцинкованной стали;
- изменён дизайн переднего бампера, фар, задней части, заднего стекла, заднего бампера и багажника;
- воздухозаборник заменён воздушным фильтром;
- изменена конструкция правого и левого наружных зеркал;
- установлена алюминиевая накладка на нижнюю часть проёма водительской двери;
- аккумуляторные батареи и ЗИП перенесены в отсеки левого борта;
- закрытый отсек запасного колеса закрыт;
- во втором правом окне установлена форточка;
- увеличенный объём грузовых отсеков до 1,95 м3;
- увеличенный угол открывания багажников;
- установлены головные фары, противотуманные фары и указатели поворотов фирмы «Hella»;
- установлены светодиодные задние фонари;
- установлены светодиодные салонные лампы;
- изменена конструкция аварийно-вентиляционного люка;
- установлена обшивка потолка из формованных стекло-пластиковых панелей;
- установлена стеклянная перегородка водителя;
- изменена конструкция крышки отсека двигателя;
- сиденье водителя установлено с рессорным механизмом;
- улучшена шумоизоляция и коррозионная стойкость салона согласно европейским требованиям;
- увеличена плавность хода[1][2].

## Модификации
- Ataman А09201 — городской автобус, дополнительное описание: отсутствие ABS, объём топливного бака 100 л, двигатель соответствует экологическому стандарту Евро-0, рабочий объём двигателя 4,57 л;
- Ataman А09202 — городской автобус, отличия: наличие ABS, объём топливного бака 100 л, дизельный двигатель Isuzu 4HG1-Т с турбонаддувом, соответствует экологическому стандарту Евро-2, рабочий объём двигателя 4,57 л;
- Ataman А09204 — городской автобус, отличия: наличие ABS, объём топливного бака 120 л, дизельный двигатель Isuzu 4HK1-XS с турбонаддувом, соответствует экологическому стандарту Евро-3, рабочий объём двигателя 5,193 л, мощность 129 кВт (174 л. с.), максимальная скорость 105 км/ч, расходы топлива на 100 км — 13 л, механическая 6-ступенчатая КПП Isuzu MZZ6U;
- Ataman А092G6 — городской низкопольный автобус, работающий на метане.
- Ataman A092H6 — городской низкопольный автобус с передней частью от Ataman A096 и двигателем Isuzu 4HK1-E5NC объёмом 5,193 л, мощностью 154 л. с. (Евро-5), вместимость 49—52 места.